# Sörth
Sörth é um município localizada no distrito de Altenkirchen, na associação municipal de Verbandsgemeinde Altenkirchen, no estado da Renânia-Palatinado.

## População da Cidade
| - 1815 – 87 - 1835 – 107 - 1871 – 129 - 1905 – 168 - 1939 – 169 - 1950 – 181 | - 1961 – 163 - 1965 – 173 - 1970 – 175 - 1975 – 190 - 1980 – 183 - 1985 – 206 | - 1987 – 210 - 1990 – 217 - 1995 – 241 - 2000 – 265 - 2005 – 246 |